# П'єр Шарль де Вільнев
П'єр Шарль де Вільне́в (фр. Pierre-Charles Villeneuve, 1763—1806) — французький адмірал часів Наполеонівських воєн.

## Життєпис

### Молоді роки
П'єр Шарль Жан Батіст Сільвестр де Вільнев народився у містечку Валансоль на півдні Франції в аристократичній родині. 1778 року став гардемарином французького флоту. Ходив у походи до французьких колоній у Карибському морі.
У 1786 році повернувся до Франції. Тут його було призначено в ескадру, що діяла у Середземному морі. Загалом Вільнев прийняв Революцію у Франції й залишився в країні. 1793 року стає капітаном.

### Адмірал флоту
За успіхи на службі 1796 року П'єра де Вільнева призначають контр-адміралом. Він очолив ескадру з 5 кораблів, що стояла у Тулоні. Цього ж року він отримав наказ рухатися до Ла-Маншу, де з'єднатися з іспанською ескадрою, а також перевезти армію генерала Оша до Ірландії. Проте Вільнев запізнився на зустріч, іспанська ескадра зазнала поразки.
Після цього Вільнев взяв участь в поході до Єгипту у складі флоту віце-адмірала де Брюеса. Взяв участь в Абукірській битві 1 серпня 1798 року. В ній Вільнев не зумів проявити себе. Весь час зі своїми кораблями він простояв на відстані від основних сил французького флоту. У вирішальний момент не прийшов на допомогу де Брюесу. В цьому випадку Вільнев не виявив необхідної ініціативи та рішучості. Після бою він утік з місця бою, вирушив до Криту, потім до Мальти, після цього вирушив до о. Корфу, де захопив англійський корабель «Леандр».
У 1804 році Вільнева було призначено віце-адміралом та командувачем французького флоту. Було складено план кампанії проти Англії. Спочатку з'єднатися з іспанським флотом де Гравіни, потім здійснити диверсію біля Антильських островів, щоб відволікти туди англійський флот. Після цього спрямувати основні морські сили Франції до Ла-Маншу та провести висадку французької армії в Англії. У березні 1805 року флот Вільнева залишив Тулон. З'єднавшись у Кадісі з іспанцями він попрямував до Карибських островів. Адмірал Нельсон послідував за ним. Проте при поверненні Вільнев потрапив у негоду й затримався біля Азорських островів на три тижні. Повернувся французький флот до Європи лише у липні. Біля мису Фіністер відбулася битва з англійською ескадрою Роберта Кальдера, але вона не мала вирішального значення. Втім англійці відступили.
У свою чергу Бонапарт був невдоволений затягуванням приходу флоту до Ла-Маншу, зазначивши відсутність хоробрості у Вільнева. Тому Вільнев не виконав наказ Наполеона йти у Ла-Манш, а навпаки повернувся до Кадиса. В цей час прибула ескадра Гораціо Нельсона, яка завадила переправі французьких військ до Великої Британії.
У Кадисі Вільнев отримав наказ спрямувати флот у Середземне море та атакувати Неаполь. Втім де Вільнев довідався, що Наполеон Бонапарт збирається зняти його з командуванням флотом й прислати іншого флотоводця. Внаслідок ображеного честолюбства де Вільнев вирішив атакувати флот на чолі із Нельсоном. 21 жовтня 1805 року відбулася Битва біля мису Трафальгар між англійським та франко-іспанським флотами, в якій останній зазнав нищівної поразки. Сам же де Вільнев потрапив у полон.

### Загибель
П'єра Шарля де Вільнева доставили у Лондон. Тут він був присутнім на похованні Гораціо Нельсона. Незабаром він повернувся до Франції. Імператор Наполеон призначив йому зустріч у Ренні (Бретань). Але 22 квітня 1806 року незадовго до аудієнції з імператором П'єр де Вільнев наклав на себе руки.